# Cybaeopsis lodovicii
Espèce
Cybaeopsis lodovicii est une espèce d'araignées aranéomorphes de la famille des Amaurobiidae.

## Distribution
Cette espèce est endémique de Ligurie en Italie,. Elle se rencontre dans l'Apennin ligure vers Mezzanego et sur le monte Zatta.

## Description
Le mâle holotype mesure 3,25 mm et la femelle paratype 3,04 mm.

## Systématique et taxinomie
Cette espèce a été décrite par Ballarin et Pantini en 2022.

## Étymologie
Cette espèce est nommée en l'honneur d'Omar Lodovici.

## Publication originale
- Ballarin & Pantini, 2022 : « An unexpected occurrence: discovery of the genus Cybaeopsis Strand, 1907 in Europe with the description of a new species from Italy (Arachnida, Araneae, Amaurobiidae). » Zoosystematics and Evolution, vol. 98, no 2, p. 377-385.